# 普鲁西切尔·阿德勒号通报舰
“普鲁西切尔·阿德勒”号通报舰（SMS ）是一艘最初于19世纪40年代中期为普鲁士王国和波罗的海俄罗斯帝国之间的邮包航线所建造的明轮蒸汽船。在1848年第一次石勒苏益格战争期间，该舰被普鲁士海军征用，并改装成一艘通报舰，这是普鲁士委托建造的第一艘这种类型的船只。战争期间，该舰参加了与丹麦双桅船“圣·克罗伊”号的战斗，这也是普鲁士海军舰队的第一次海战，然而并未取得明确战果。战争结束后，该舰被解除武装，在斯德丁-圣彼得堡航线上平静地进行商业运作。1862年因普鲁士东方铁路的扩张使海上航线变得多余，普鲁士海军购下了这艘船并重新武装，再次成为一艘通报舰。
“普鲁西切尔·阿德勒”号与两艘炮艇一同于1863年9月被派往地中海，但在它们到达后不久，就由于普鲁士和丹麦之间的紧张局势升级而被召回，导致了第二次石勒苏益格战争的爆发。在返回普鲁士的途中，这三艘舰与普鲁士盟友奥地利的两艘蒸汽护卫舰会合。这支联合舰队袭击了强制封锁德国北海港口的丹麦舰队，引发了1864年5月的赫尔戈兰湾海战。这场战斗在战术上没有明确结果，但奥地利舰队成功迫使丹麦一方放弃了对德国的封锁。由于锅炉问题，“普鲁西切尔·阿德勒”号未能参加随后的军事行动，于1867年至1868年进行了大规模的维修。
该舰在19世纪60年代末和70年代初曾担任过各种角色。在1868年，在该舰带领下，一批高级海军军官考察了俄罗斯的海军演习，并在次年协助完成了铁甲舰“威廉国王”号的建造。在普法战争期间，该舰虽然于1870年在波罗的海担任普鲁士舰队的旗舰，然而并没有参与任何行动。从1872年开始，该船在工程师的训练船和渔业保护船这两个角色间交替变换。到1877年4月时由于船体状态较为糟糕而退役，并于11月从海军序列中除籍。最终在1879年的一次鱼雷实验中被作为靶船击沉。

## 设计
从1843年开始，普鲁士邮政与俄罗斯政府展开谈判，旨在建立圣彼得堡与斯德丁之间的定期邮政航线。双方协议于1845年最终敲定，协议要求两国各提供一艘轮船来专门服务于这条航线。普鲁士为履行这项协议要求而专门下单订购了一艘船。然而订单要求最初在英国建造的船只在1845年海试中被证明设计有缺陷，因而普鲁士在次年从伦敦布莱克沃尔的迪奇伯恩和马雷船厂又订购了一艘船只作为替代。该船被命名为“普鲁西切尔·阿德勒”号，意为“普鲁士之鹰”，是普鲁士纹章上的一部分。该船由普鲁士海军的首席设计师卡尔·埃尔伯茨哈根（Carl Elbertzhagen）设计。历史学家汉斯·希尔德布兰德（Hans Hildebrand）、阿尔伯特·罗尔（Albert Röhr）和奥托·斯坦梅茨（Otto Steinmetz）指出，虽然最初的记录已经遗失，且作为普鲁士皇家商船航运组织的普鲁士国家银行在当时已经停止了航运、邮运业务，但埃尔伯茨哈根的参与表明这艘船最初的所有者仍应该是一个国家机构。

### 诸元
“普鲁西切尔·阿德勒”号水线长56.6米（185英尺8英寸），全长62.72米（205英尺9英寸），舷宽9.6米（31英尺6英寸），在桨轮箱位置为16.2米（53英尺2英寸），吃水深度3.3米（11英尺），设计排水量为1,171 t（1,153 long ton），满载排水量为1,430 t（1,410 long ton）。该船的船体采用横向铁架建造，为铁制船壳和木质甲板提供了内部结构支撑。舰上一般配有十名军官和一百名水兵。此外，舰上还配备了一艘大艇和五艘类型未知的小艇。在早期作为邮轮运作时，该船可以搭载168名乘客。“普鲁西切尔·阿德勒”号耐波性较好，但操纵性较差、转弯困难且速度较慢。
该船的推进系统由一座水平双缸单胀船用蒸汽机，以及船两侧的一对桨轮组成。桨轮的直径是6.34米（20英尺10英寸），每个桨轮有20枚桨叶。蒸汽机的蒸汽由三台主锅炉提供，废气被通入单个烟囱排出。引擎额定功率为900匹公制馬力（888匹指示馬力），最高速度为10.5節（19.4每小時；12.1英里每小時），但在实际使用中，该舰能够以990匹公制馬力（976匹指示馬力）达到11.5節（21.3每小時；13.2英里每小時）。船上的煤炭储量为200 t（200 long ton）。尽管该船在航行中表现不佳，但为了给蒸汽机动力做备补，船上还配备了一个总帆面积为600 m2（6,500 sq ft）的上桅纵帆平台。
该船建成时没有任何武装。在1848年改装为通报舰后，最初配备了两门25磅迫击炮，次年又被安装了两门口径较小的32磅火炮。1849年恢复民用服务后，船上的火炮被移除。在1862年恢复海军服务后，该舰获得了新的武装，包括四门36磅火炮。之后在1867年，舰上的武装再次被改为四门24磅火炮，其中两门是膛线炮，另外两门则是滑膛炮。

## 服役记录

### 商业服务和第一次石勒苏益格战争

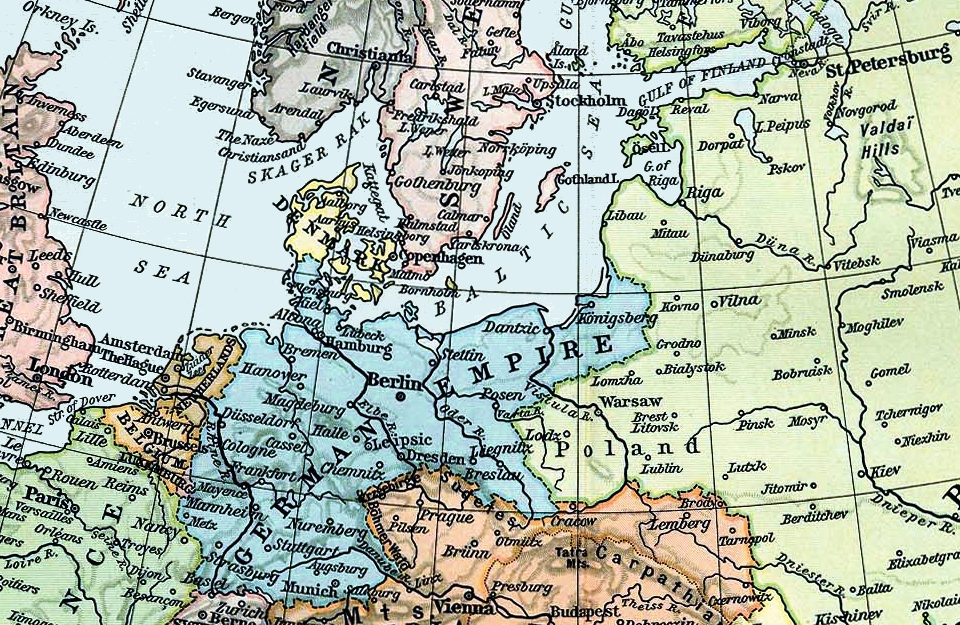
1911年的波罗的海地图，显示了什切青和圣彼得堡的位置（在右上角）

“普鲁西切尔·阿德勒”号于1846年开工，并在同年下水。该船于1847年作为邮轮投入在斯德丁和圣彼得堡之间的邮包航线上使用。在1848年至1849年的德国革命期间，由于1848年3月德意志邦联与丹麦之间爆发了第一次石勒苏益格战争，该船被普鲁士海军征用。当时，普鲁士海军无力阻止实力更强大的丹麦皇家海军封锁德国海岸。为此，德国各港口的商船主向普鲁士政府施压，要求征用并武装“普鲁西切尔·阿德勒”号和另一艘邮轮“伊丽莎白女王”号（Königin Elisabeth）。邮政总监最初拒绝将这些船只移交给海军，因为这样做将违反国际邮政条约。然而持续的压力迫使普鲁士邮政服务最终决定将该船移交给军队。被征用后，该舰的甲板被加固以支撑增加的火炮重量。在海军服役期间，该舰舰名带有“SMS”前缀。在此期间，从1848年8月到1849年8月，该舰由民用船长保罗·巴兰登（Paul Barandon）指挥，同样其民用船时期的船员也被保留。1848年8月，该舰首次作为辅助军舰出航，从斯德丁到斯维讷明德。然而就在此时，《马尔默停战协定》于8月26日签署，这场冲突暂时结束。
到了8月份，法兰克福国民议会的五十人委员会得知普鲁士舰队已经获得“普鲁西切尔·阿德勒”号，为此要求普鲁士将该舰移交给国民议会舰队，但普鲁士拒绝了。当月晚些时候，该舰协助火炮艇3号和4号的下水活动。随着战斗的停止，普鲁士海军指挥部就“普鲁西切尔·阿德勒”号是否应当继续服役进行了讨论。资深海军军官们于9月5日召集了一个委员会来评估这艘船的去留问题。有鉴于波罗的海地区的政治形势不确定，导致俄普邮轮航线迟迟无法恢复，普鲁士海军最初决定让“普鲁西切尔·阿德勒”号退出军役。但在丹麦于1849年2月重新动员其部队，并重燃与石勒苏益格公国之间的军事冲突后，普鲁士海军决定将“普鲁西切尔·阿德勒”号重新投入使用，并额外增加了两门32磅火炮。该舰最终于5月重新投入使用，巴兰登再次担任舰长，而此时他已成为普鲁士海军的一员，并获得了海军少尉的军衔。该舰此时的任务是保护斯德丁周围地区的德国航运免受丹麦封锁的影响，并阻止丹麦战舰袭击普鲁士海岸。

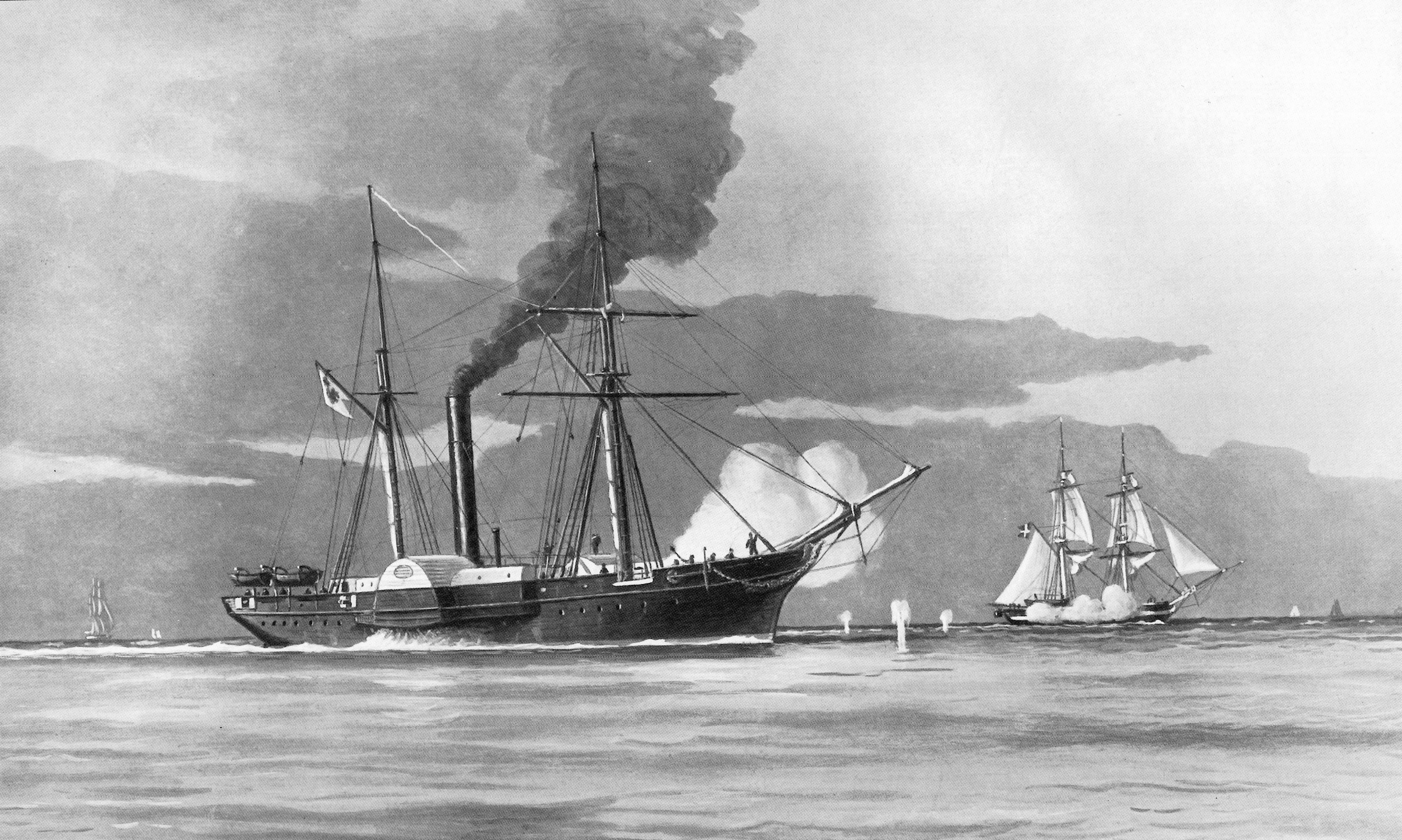
“普鲁西切尔·阿德勒”号与丹麦双桅船“圣·克罗伊”号在战斗中

在1849年6月26日，就在“普鲁西切尔·阿德勒”号于什切青潟湖进行射击训练时，接到消息称一艘丹麦军舰正在斯维讷明德外海巡航并劫持了两艘普鲁士商船。为此，海军准将简·施罗德登上了“普鲁西切尔·阿德勒”号，并指挥该舰前往斯维讷明德寻找荷兰军舰。次日下午大约16:00，该舰在布吕斯特港附近遇到了丹麦的“圣·克罗伊”号。两舰分别在750、1,350米（2,460、4,430英尺）的距离上交火并一直持续到21:30，这也是普鲁士海军重建后的第一次海战。在这场战斗中，丹麦军舰向普鲁士一方发射了约200发炮弹，而“普鲁西切尔·阿德勒”号则回敬了63发迫击炮弹和6发32磅炮弹。在这次战斗中，尽管“普鲁西切尔·阿德勒”号被一颗炮弹击中导致一人死亡——这是普鲁士舰队的第一位战斗牺牲者，但双方在战斗中都没有受到重大损害。
“普鲁西切尔·阿德勒”号返回港口对之前战斗中炮弹造成的损伤进行修理，并于1849年7月下旬返回斯维讷明德。由于《柏林停战协议》的签署，双方再次停止了敌对行动，该舰也没有再次返回战场。之后，该舰返回斯德丁并在那里一直停留到当年11月，接着被解除武装并归还给邮政部门。接下来由于漫长的冬季导致圣彼得堡-斯德丁航线的恢复，“普鲁西切尔·阿德勒”号直到1890年5月才恢复邮政航运作业，直到1862年之前都没有发生被记载的事故。
1862年时，普鲁士东方铁路终于向东延伸到了圣彼得堡。由于铁路运输比船运要快得多，使得海上航线变得多余。“普鲁西切尔·阿德勒”号也在这个时候结束了其作为邮轮的职业生涯。之后当普鲁士海军寻求更多的船只来加强舰队实力的时候，该船再次加入海军以替代稍早前退役的老式明轮船“但泽”号。“普鲁西切尔·阿德勒”号于当年7月18日再次正式入役，并被带到但泽进行改装以供海军使用。在这一时期，该舰被换装为36磅火炮。

### 海军服役

普丹战争期间的石勒苏益格和荷尔斯泰因地图

重新入役后，“普鲁西切尔·阿德勒”号于1863年6月投入使用并进行了一次海外巡航。在此之前，海军指挥部和政府之间就船只的蒸汽机在长时间海外航行中的可靠性问题进行了激烈的辩论。之后，“普鲁西切尔·阿德勒”号与炮舰“巴吉里斯克”号和“闪电”号一起被派往东地中海。当时，希腊王国的动荡局势威胁到德国的利益，并且最终在1862年演变为希腊国王奥托（德国维特尔斯巴赫家族成员之一）被废黜。海军少校古斯塔夫·克拉特担任此次巡航的舰队指挥官。此次巡航的次要目的是在黑海苏利纳的多瑙河口巡逻。参照1856年终结了克里米亚战争的《巴黎条约》中相关条款，这是授予普鲁士和其他欧洲大国（不包括俄罗斯）的权利。
“普鲁西切尔·阿德勒”号于9月19日离开基尔，并于10月9日抵达希腊比雷埃夫斯港。从那里，该舰穿过达达尼尔海峡和博斯普鲁斯海峡进入黑海，执行对多瑙河的巡逻任务。但因为丹麦和德意志邦联之间的紧张局势升级，该舰只在那里停留了很短的时间就于12月3日接到了返航的命令。然而锅炉故障和大量燃煤的问题，该舰返回普鲁士的航行速度变慢，直到1864年2月3日才抵达法国布雷斯特，而此时丹麦和德意志邦联之间的战争再次爆发。

#### 第二次石勒苏益格战争
第二次石勒苏益格战争（也称普丹战争）起因于丹麦于1863年通过的《十一月宪法》，该宪法将石勒苏益格公国、荷尔斯泰因公国以及劳恩堡公国整合到丹麦境内。此举违反了双方为结束第一次石勒苏益格战争而缔结的《伦敦议定书》。丹麦和德意志邦联之间的危机在1864年2月1日爆发为公开冲突，此前普鲁士帝国和奥地利帝国向丹麦发出最后通牒，要求将有争议的公国割让给奥普两国控制。而在当时，丹麦海军实力远远优于普鲁士，使得丹麦人能够轻易封锁德国海岸。为了帮助普鲁士，奥地利海军派遣威廉·冯·特格特霍夫上校率领“施瓦岑贝格”号和“拉德茨基”号螺旋桨护卫舰打破丹麦的封锁。

特格特霍夫的舰队在从地中海返回时，由于北海地区形势不确定，三艘普鲁士舰只在布雷斯特停留了几天。普鲁士方面不确定丹麦舰队的位置，不想冒险让小型舰队与敌方的优势力量发生战斗。到了2月15日，普鲁士一方确认丹麦海军只派遣了螺旋桨护卫舰“尼尔斯·尤尔”号进入英吉利海峡，于是海军指挥部下令克拉特返回本土。从布雷斯特出发后，这支舰队前往法国的瑟堡补给煤炭，然后顺着海岸线航行以避免与“尼尔斯·尤尔”号接触。最终，舰队于2月15日停靠在荷兰的登海尔德。这支舰队计划在此等待与特格特霍夫的护卫舰队汇合后开始返回库克斯哈芬。在此期间，丹麦方面已经组织了一支北海舰队，专门负责在此巡逻和搜寻德方舰船。特格特霍夫于5月1日率队与普鲁士舰队汇合并接这支管奥地利-普鲁士分舰队指挥权，两天后率队出发前往库克斯哈芬。

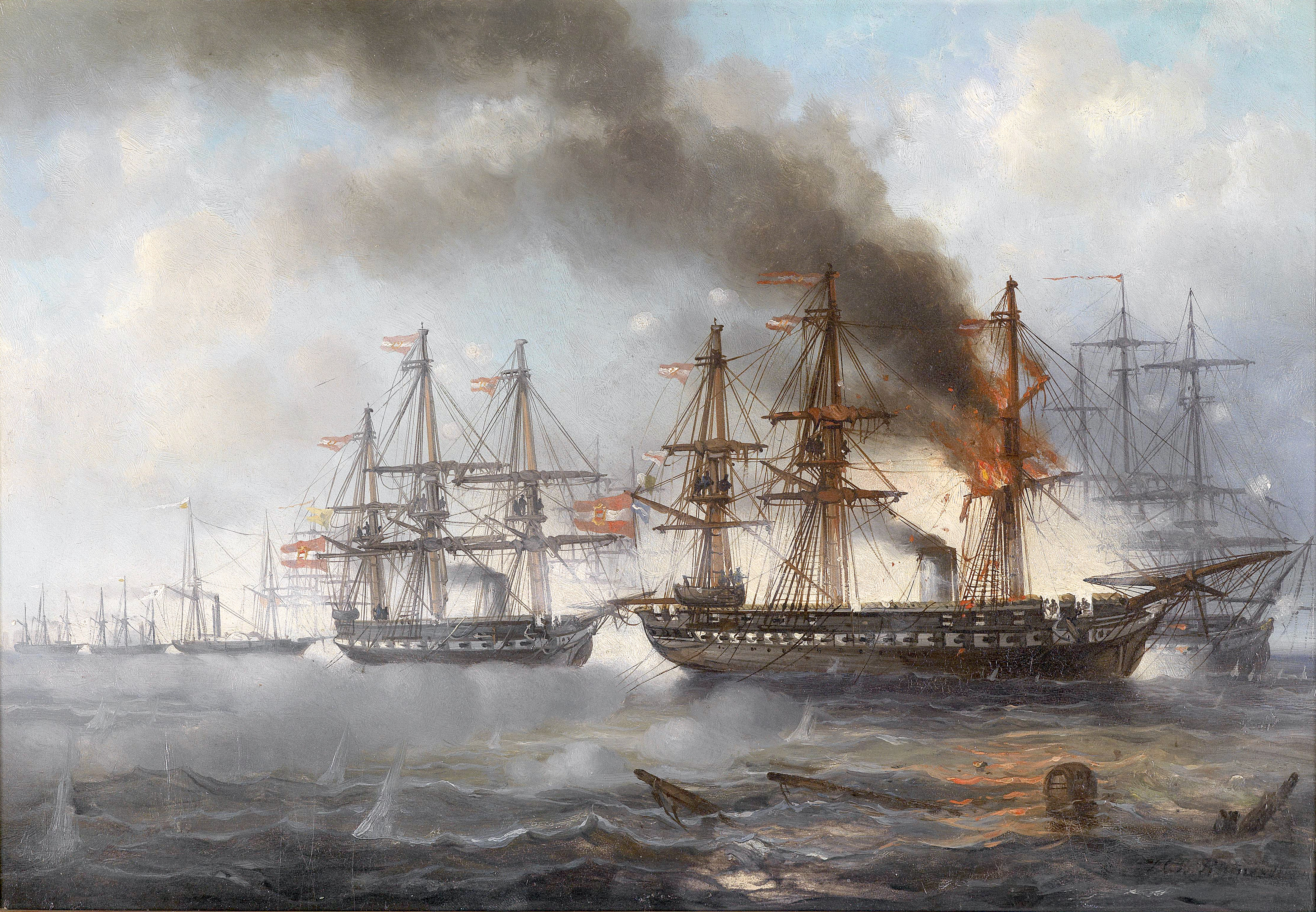
1864年的赫尔戈兰海战，作者约瑟夫·卡尔·伯托尔德·皮特纳; “普鲁西切尔·阿德勒”号是左起第三艘军舰

5月9日早晨，特格特霍夫得知一支由蒸汽护卫舰“尼尔斯·尤尔”号、“日德兰”号和轻巡洋舰“海姆达尔”号组成的丹麦舰队正在赫尔戈兰岛附近巡逻。特格特霍夫带领麾下的五艘军舰前去袭击丹麦舰队，结果爆发了赫尔戈兰海战。尽管命中率不高，“普鲁西切尔·阿德勒”号还是和其他普鲁士舰队舰只与奥地利护卫舰队一起伺机向丹麦舰只开火。在“施瓦岑贝格”号着火后，特格特霍夫停止行动撤到赫尔戈兰岛周围的中立水域，并在那里停留到第二天早上。在赫尔戈兰岛附近期间，普鲁士舰队派遣医生登上奥地利护卫舰只协助治疗伤员。“普鲁西切尔·阿德勒”号没有受到任何攻击或伤亡。第二天早上，“普鲁西切尔·阿德勒”号随舰队一同返回库克斯哈芬，将众多伤员送往阿尔托纳的一家医院。尽管丹麦舰队在赫尔戈兰取得了战术上的胜利，但奥地利战舰抵达北海后，还是迫使丹麦方面撤销了封锁。
战斗的第二天，双方同意进行临时停火，“普鲁西切尔·阿德勒”号航行至汉堡。6月，第二支奥地利舰队抵达，其中包括风帆战列舰“皇帝”号和铁甲舰“奥地利的胡安”号，由海军中将伯恩哈德·冯·沃勒斯多夫-乌尔拜尔指挥。此时战力不足的丹麦舰队在接下来的战争中一直留在港口内，没有与奥普舰队正面交战。此后，奥普舰队发起了北弗里西亚群岛攻占行动。“普鲁西切尔·阿德勒”号也是沃勒斯多夫-乌尔拜尔舰队的一员，被分配主要负责进攻任务。但由于锅炉异常，该舰在战斗期间一直停留在汉堡，没有积极参与作战任务的执行。7月12日，奥地利和普鲁士士兵在没有海军支援的情况下渡过叙尔特岛和弗尔岛，仅有部分舰只在他们攻击防守的丹麦部队时提供了支援。
这场战争以丹麦的失败而告终，双方于10月30日在维也纳签订了《维也纳和约》。此后“普鲁西切尔·阿德勒”号开始修复麻烦不断的锅炉。修复工作于1865年3月完成，之后该舰被带到但泽，在那里对其进行全面检修。这一工程一直延迟到1867年10月才启动，并在1868年2月完工。

#### 后期服役
“普鲁西切尔·阿德勒”号于1868年8月11日归队，被指派运送一只由海军高级军官组成的代表团前往俄罗斯进行访问。该舰于8月20日出发，载着海军部长艾杜德·冯·杰克曼海军中将及其副官、总参谋长莱茵霍尔德·冯·沃纳海军上尉，总指挥部参谋长卡尔·费迪南德·巴斯赫海军上校，以及炮兵部长格奥尔格·冯·施莱尼茨海军少校等人。他们与俄罗斯海军部长、海军中将尼古拉·克拉尔别会面，并观摩了由格里戈里·布塔科夫海军中将指挥的俄罗斯海军演习。随后，“普鲁西切尔·阿德勒”号将普鲁士军官们带回基尔，并立即接载德皇威廉一世、梅克伦堡-什未林大公弗里德里希·弗朗茨二世和新任的石勒苏益格-荷尔斯泰因省主席卡尔·谢尔-普莱森，并将他们载到炮兵训练舰“忒提斯”号上视察在基尔峡湾进行的鱼雷和水雷实验。由于1868年至1869年冬季温暖，该舰保持在役状态直到1869年初，只是舰员数量有所减少。
在1869年1月20日，“普鲁西切尔·阿德勒”号将建造材料运送到了伦敦泰晤士铁厂以帮助建造铁甲舰“威廉国王”号。除此之外，该舰还将验收委员会的负责人海因里希·科勒（Heinrich Köhler）海军少校带到了建造现场。“普鲁西切尔·阿德勒”号在伦敦为验收委员会提供支持，并在在“威廉国王”号的工期最后几个月一直留在那里。5月4日，“普鲁西切尔·阿德勒”号护送“威廉国王”号返回德国基尔，之后又参加了从5月29日到6月22日在亚德湾举行的威廉港成立仪式。在8月和9月，该舰与新组建的铁甲舰队一起进行了首次演习，之后一直服役到10月13日后因冬季到来而停用。该船在1870年初短暂重新服役，用作基尔港的港口船只。
“普鲁西切尔·阿德勒”号在普法战争爆发后于7月被动员起来，并成为波罗的海司令部指挥官、海军上将艾杜德·黑尔特的旗舰。黑尔特组织起了波罗的海舰队，以协助保卫普鲁士的波罗的海沿岸。“普鲁西切尔·阿德勒”号在弗里德里希索尔特待命，观察为保护基尔湾而布设的水雷阵。法国海军派遣了一个舰队进入波罗的海，但由于没有登陆部队，也没有适合近岸作战的浅吃水舰艇，并未有效展开行动。最终，法军在9月24日撤退。战争结束后，德国海军指挥部于1871年3月19日解散了波罗的海舰队。
“普鲁西切尔·阿德勒”号一开始在基尔担任警备舰的职务，后来被调整为基地指挥部的供应舰。该舰在6月29日至7月1日协助铁甲舰“王储”号从斯维讷明德拖曳一艘新的浮动船坞到基尔。在7月底，该舰被分配到第一船厂部以帮助工程师和锅炉房成员进行训练。8月，该舰将弗里德里希·卡尔王子从弗伦斯堡送往海利根哈芬，并在8月中旬，该船从基尔转移到威廉港，继续担任辅助船只的职务。9月，“普鲁西切尔·阿德勒”号载着海军总监阿达尔贝特王子，最后一次从北海航行到波罗的海。航行结束后，该舰返回威廉港并被除役。
1872年4月，“普鲁西切尔·阿德勒”号被委以渔业保护的新任务。当时，英国的渔船侵犯了德国的水域，并驱逐和袭击德国渔民。这引发了总理奥托·冯·俾斯麦向海军提出解决这个问题的呼吁。“普鲁西切尔·阿德勒”号被派遣巡逻德国水域，驱逐非法捕鱼的英国船只。该舰于7月1日开始取代“闪电”号执行这一任务。1873年2月，该舰再次退役，但又在次年恢复了对引擎房和锅炉房成员的训练活动。同年7月，该舰再次担任渔业保护船，此后在1875年至1877年间短暂恢复训练角色，最终于1877年4月30日最后一次退役。由于船体状况不佳，该舰于11月27日被从海军登记册中删除。该舰此后一直被留在舰队的库房中，直到1879年11月被启用作鱼雷实验靶舰。新任鱼雷部门负责人阿尔弗雷德·冯·提尔皮茨海军上尉想要测试这种武器对铁壳舰只的效果。于是，在6月26日进行的测试中，该舰被“齐腾”号通报舰以两枚鱼雷击沉。在随后的打捞作业中，该舰的船头雕像被取下来并保存在米尔维克海军军官学校中。

## 脚注

### 引文
1. ↑  李昊 2019，第152頁.
2. 1 2 3  劳伦斯 2013，第33頁.
3. ↑  刘杨 (2021)，第28頁.
4. ↑  朱鸿飞 2016，第87頁.
5. 1 2  劳伦斯 2013，第36頁.
6. ↑  林荣远 1997，第389頁.
7. ↑  Hildebrand, Röhr, & Steinmetz Vol. 7，第18頁.
8. 1 2 3 4 5 6  Gröner，第79頁.
9. ↑  Sondhaus，第37頁.
10. ↑  Hildebrand, Röhr, & Steinmetz Vol. 7，第17頁.
11. 1 2  劳伦斯 2013，第21頁.
12. ↑  Hildebrand, Röhr, & Steinmetz Vol. 7，第17–19頁.
13. ↑  Sondhaus，第37, 40頁.
14. ↑  邢来顺 2019，第619頁.
15. ↑  Hildebrand, Röhr, & Steinmetz Vol. 7，第19頁.
16. ↑  劳伦斯 2013，第34頁.
17. ↑  劳伦斯 2013，第10頁.
18. ↑  Hildebrand, Röhr, & Steinmetz Vol. 7，第19–20頁.
19. 1 2 3 4 5 6 7  Hildebrand, Röhr, & Steinmetz Vol. 7，第20頁.
20. 1 2  Sondhaus，第72–73頁.
21. 1 2  劳伦斯 2013，第71頁.
22. ↑  劳伦斯 2013，第46頁.
23. ↑  Sondhaus，第72頁.
24. ↑  朱鸿飞 2016，第58頁.
25. ↑  布鲁斯·泰勒 2021，第265頁.
26. 1 2 3  劳伦斯 2013，第73頁.
27. ↑  Greene & Massignani，第197–198, 205頁.
28. ↑  Embree，第280–281頁.
29. ↑  劳伦斯 2013，第74頁.
30. ↑  Embree，第282–283頁.
31. ↑  Embree，第283–286頁.
32. ↑  朱鸿飞 2016，第60頁.
33. ↑  张恩东 2018，第252頁.
34. ↑  王昭仁, 宋钟璜 & 韩文殿 1985，第1475頁.
35. ↑  Greene & Massignani，第210–211頁.
36. ↑  （澳）LONELYPLANET公司 2009，第613頁.
37. ↑  Embree，第332–338頁.
38. ↑  Hildebrand, Röhr, & Steinmetz Vol. 7，第20–21頁.
39. ↑  劳伦斯 2013，第9頁.
40. 1 2  劳伦斯 2013，第45頁.
41. 1 2  劳伦斯 2013，第89頁.
42. ↑  劳伦斯 2013，第92頁.
43. ↑  李昊 2019，第70頁
44. ↑  劳伦斯 2013，第51頁.
45. ↑  Hildebrand, Röhr, & Steinmetz Vol. 7，第21頁.
46. ↑  Hildebrand, Röhr, & Steinmetz Vol. 7，第21–22頁.
47. ↑  章骞 2013，第18頁.
48. ↑  劳伦斯 2013，第155頁.
49. ↑  Hildebrand, Röhr, & Steinmetz Vol. 7，第22頁.
50. ↑  徐钟 2006，第813頁.
51. ↑  《英汉舰船科技词汇》编辑组 1975，第572頁.
52. ↑  《船舶名词术语》编订组 1979，第9頁
53. ↑  Hildebrand, Röhr, & Steinmetz Vol. 7，第22–23頁.
54. ↑  劳伦斯 2013，第129頁
55. ↑  洪漫 2013，第253頁.
56. ↑  Hildebrand, Röhr, & Steinmetz Vol. 7，第23頁.
57. ↑  Hildebrand, Röhr, & Steinmetz Vol. 8，第131頁.